# Promozione Basilicata 1953-1954
La Promozione fu il massimo campionato regionale di calcio disputato in Basilicata nella stagione 1953-1954.
A ciascun girone, che garantiva al suo vincitore la promozione in IV Serie, a condizione di soddisfare le condizioni economiche richieste dai regolamenti, partecipavano sedici squadre, ed era prevista la retrocessione delle quattro peggio piazzate, anche se erano possibili aggiustamenti automatici per ripartire fra le appropriate sedi locali le squadre discendenti dalla IV Serie. Nel caso particolare, tuttavia, non essendo stata in grado la Lega Regionale Lucana di raccogliere sufficienti iscrizioni, per garantire comunque la regolarità di questo torneo a dodici squadre, si programmò la retrocessione delle ultime due classificate.

## Squadre partecipanti
| Club                               | Città (provincia)       | Stagione 1952-1953            |
| ---------------------------------- | ----------------------- | ----------------------------- |
| U.S. Aviglianese "Emanuele Stolfi" | Avigliano (PZ)          | 5º posto in Promozione        |
| U.S. Bernalda                      | Bernalda (MT)           | 4º posto in Promozione        |
| U.S. Fiamma Pro Torino             | Potenza                 | 1º posto in Prima Categoria D |
| Pol. Fulgor                        | Potenza                 | 1º posto in Prima Categoria C |
| A.S. Indomita                      | Matera                  | 1º posto in Prima Categoria E |
| Pol. Libertas                      | Matera                  | 6º posto in Promozione        |
| U.S. Libertas Invicta              | Potenza                 | 6º posto in Promozione        |
| U.S. Melfi                         | Melfi (PZ)              | 2º posto in Promozione        |
| U.S. Moliternese                   | Moliterno (PZ)          | 9º posto in Promozione        |
| U.S. Pescopagano                   | Pescopagano (PZ)        | 10º posto in Promozione       |
| U.S. Venusia                       | Venosa (PZ)             | 6º posto in Promozione        |
| C.S. Vultur                        | Rionero in Vulture (PZ) | 3º posto in Promozione        |

## Classifica finale
|  | Pos. | Squadra                | Pt | G  | V  | N | P  | GF | GS | DR  |
|  | ---- | ---------------------- | -- | -- | -- | - | -- | -- | -- | --- |
|  | 1.   | Melfi                  | 38 | 22 | 18 | 2 | 2  | 71 | 14 | +57 |
|  | 2.   | Moliternese            | 30 | 22 | 15 | 0 | 7  | 45 | 25 | +20 |
|  | 3.   | Vultur (-2)            | 29 | 22 | 15 | 1 | 6  | 41 | 21 | +20 |
|  | 4.   | Libertas               | 27 | 22 | 12 | 3 | 7  | 44 | 21 | +23 |
|  | 5.   | Pescopagano (-1)       | 24 | 22 | 12 | 1 | 9  | 37 | 38 | -1  |
|  | 6.   | Libertas Invicta       | 22 | 22 | 9  | 4 | 9  | 29 | 26 | +3  |
|  | 7.   | Venusia (-3)           | 20 | 22 | 10 | 3 | 9  | 46 | 34 | +12 |
|  | 7.   | Aviglianese "E.Stolfi" | 20 | 22 | 9  | 2 | 11 | 36 | 34 | +2  |
|  | 9.   | Fiamma Pro Torino      | 14 | 22 | 4  | 4 | 13 | 17 | 52 | -35 |
|  | 10.  | Indomita               | 13 | 22 | 5  | 3 | 14 | 18 | 51 | -33 |
|  | 11.  | Fulgor                 | 12 | 22 | 5  | 2 | 15 | 17 | 50 | -33 |
|  | 12.  | Bernalda (-2)          | 7  | 22 | 3  | 3 | 16 | 16 | 55 | -39 |

Legenda:
      Promossa in IV Serie 1954-1955.
      Retrocessa in Prima Divisione 1954-1955.
Note:
Due punti a vittoria, uno a pareggio, zero a sconfitta.
Il Venusia ha scontato 3 punti di penalizzazione.
Bernalda e Vultur Rionero hanno scontato 2 punti di penalizzazione.
Il Pescopagano ha scontato 1 punto di penalizzazione.